# Lökharu (öster om Jurmo, Korpo)
Lökharu är en ö i Finland. Den ligger i Skärgårdshavet och i kommunen Pargas i den ekonomiska regionen  Åboland i landskapet Egentliga Finland, i den sydvästra delen av landet. Ön ligger omkring 77 kilometer söder om Åbo och omkring 180 kilometer väster om Helsingfors. 
Öns area är 3 hektar och dess största längd är 270 meter i sydväst-nordöstlig riktning.